# 钟花樱花
山櫻花（学名：Cerasus campanulata），又名钟花樱桃、鐘花櫻花、緋寒櫻、绯樱、臺灣山櫻、福建山樱花，为蔷薇科樱属的植物。是為新北市的市樹、台中市的市花。

## 中國植物誌
- 乔木或灌木，高3-8米，树皮黑褐色。小枝灰褐色或紫褐色，嫩枝绿色，无毛。冬芽 卵形，无毛。叶片卵形、卵状椭圆形或倒卵状椭圆形，薄革质，长4-7厘米，宽2-3.5厘米，先端渐尖，基部圆形，边有急尖锯齿，常稍不整齐，上面绿色，无毛，下面淡绿色，无毛或脉腋有簇毛，侧脉8-12对；叶柄长8-13毫米，无毛，顶端常有腺体2个；托叶早落。伞形花序，有花2-4朵，先叶开放，花直径1.5-2厘米；总苞片长椭圆形，长约5毫米，宽约3毫米，两面伏生长柔毛，总梗短，长2-4毫米；苞片褐色，稀绿褐色，长1.5-2毫米，边有腺齿；花梗长1-1.3厘米，无毛或稀被极短柔毛；萼筒钟状，长约6毫米，宽约3毫米，无毛或被极稀疏柔毛，基部略膨大，萼片长圆形，长约2.5毫米，先端圆钝，全缘；花瓣倒卵状长圆形，粉红色，先端颜色较深，下凹，稀全缘；雄蕊39-41枚；花柱通常比雄蕊长，稀稍短，无毛。核果卵球形，纵长约1厘米，横径5-6毫米，顶端尖；核表面微具棱纹；果梗长1.5-2.5厘米，先端稍膨大并有萼片宿存。花期2-3月，果期4-5月。
- 产浙江、福建、广东、广西。生于山谷林中及林缘，海拔100-600米。日本、越南也有分布。模式标本采自福建。
- 早春着花，颜色鲜艳，在华东、华南可栽培，供观赏用。[5]

## 台灣維管束植物簡誌

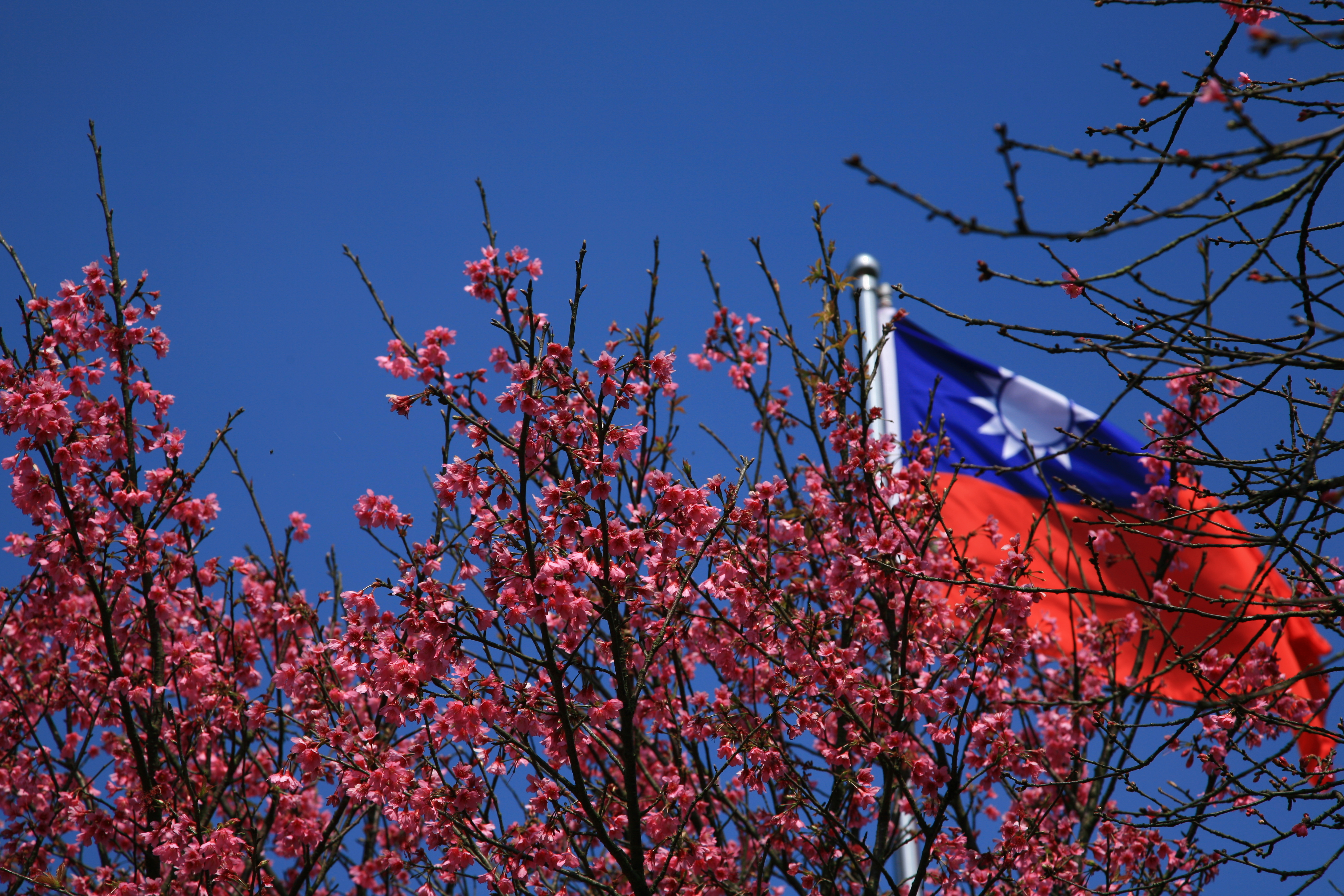
新北市大尖山的山櫻花

Prunus campanulata Maxim. 山櫻花 
- 落葉喬木。葉倒卵形至長橢圓狀橢圓形，先端漸尖，密重鋸齒緣，光滑。花下垂，單生或數朵簇生；花萼與花瓣均呈紅色[6]。
- 分布於台灣全島低、中海拔闊葉林中。[7]

## 别名
- 緋寒櫻、山樱花、绯樱（臺灣植物誌）
- 福建山樱花（中国树木分类学）

## 栽培
在全台灣廣範用作觀賞樹木栽培。
典型的特徵為花色深桃紅色，吊鐘狀綻放；但本種存在多樣的個體差異，存在花色較淺色個體、花瓣較開展個體、重瓣個體、白花個體；花期也因個體差異及環境差異，最早從從12月下旬開花的個體，晚至3月開花的個體均有記錄。

### 育種
本種因原生亞熱帶地區，為櫻亞屬中少數的低需冷物種，因而成為低需冷櫻花或櫻桃育種的親本；美國佛羅里達與澳洲西雪梨大學(Western Sydney University)，在甜櫻桃育種計劃中均有將本種成功與甜櫻桃雜交。
雪梨皇家植物園栽培有一種名為「Yvonne Matthies」的櫻花，為澳洲西雪梨大學育成的台灣山櫻與甜櫻桃的雜交種。

## 白花山櫻
白花個體首次於八通關採集，於2008年發表為山櫻的變型(英語:form, 拉丁語:forma, 縮寫為f.)
曾有媒體報導白花山櫻與日本的綠萼櫻為同一品種，並稱日本的綠萼櫻為候鳥攜帶攜帶種子發芽。但這實屬誤認。
日本的綠萼櫻為牧野富太郎所發表的豆櫻(Prunus incisa)變種，與普通豆櫻相比，特徵為新葉、花萼全綠、花全白。依花朵特徵；白花山櫻除花色純白、花萼及成熟果實爲黃色。特徵與典型山櫻相似典型的山櫻，萼筒鐘狀，萼片較不貼浮花瓣；綠萼櫻則是萼筒如典型的富士櫻，形狀偏管狀，較山櫻細長，且花萼貼伏花瓣；且白花山櫻萼片顏色較黃白，綠萼櫻較偏綠。
若以植物分類角度，台灣的白花山櫻屬於山櫻(Prunus campanulata)；日本的綠萼櫻則是豆櫻(Prunus incisa)，兩者分屬不同「物種」，所屬物種就不同，就更不可能屬於同一「品種」。 
而山櫻(Prunus campanulata)與豆櫻(Prunus incisa)葉形差異巨大，豆櫻葉子明顯較山櫻小且豆櫻葉緣鋸齒缺刻明顯較山櫻深。若能以加入葉子特徵分辨，能更容易區分白花山櫻與綠萼櫻。
而白花山櫻的白花性狀已經確定為單基因、隱性遺傳，擁有一對隱性性狀的個體會完全失去花青素，因沒有花青素，花色純白、果實黃色、新梢全綠

## 异名
- Prunus campanulata Maxim. (1883) (basionym)[19]
- Prunus cerasoides D.Don var. campanulata (Maxim.) Koidz. (1913)[20]
- Cerasus campanulata (Maxim.) A.N.Vassiljeva (1957) (isonym)[21]
- Cerasus campanulata (Maxim.) T. T. Yu & C. L. Li (1986) (isonym)[22]
- Cerasus cerasoides (D.Don) S.Ya.Sokolov var. campanulata (Maxim.) X.R.Wang & C.B.Shang (1998)[23]
- Cerasus campanulata (Maxim.) Masam. & S.Suzuki var. wuyiensis X.R.Wang, X.G.Yi & C.P.Xie (2007)[24]

## 圖集

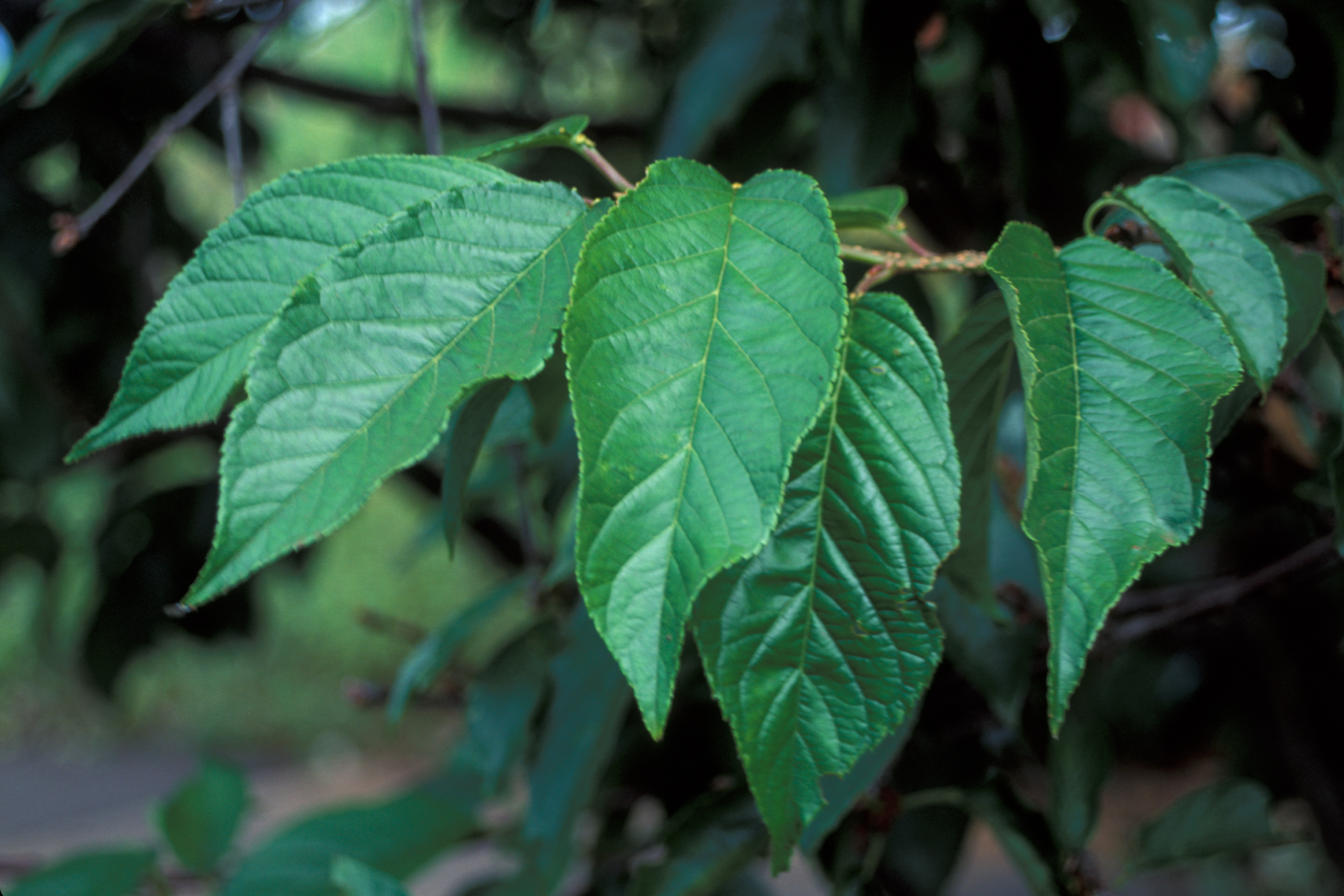
山櫻花的葉子
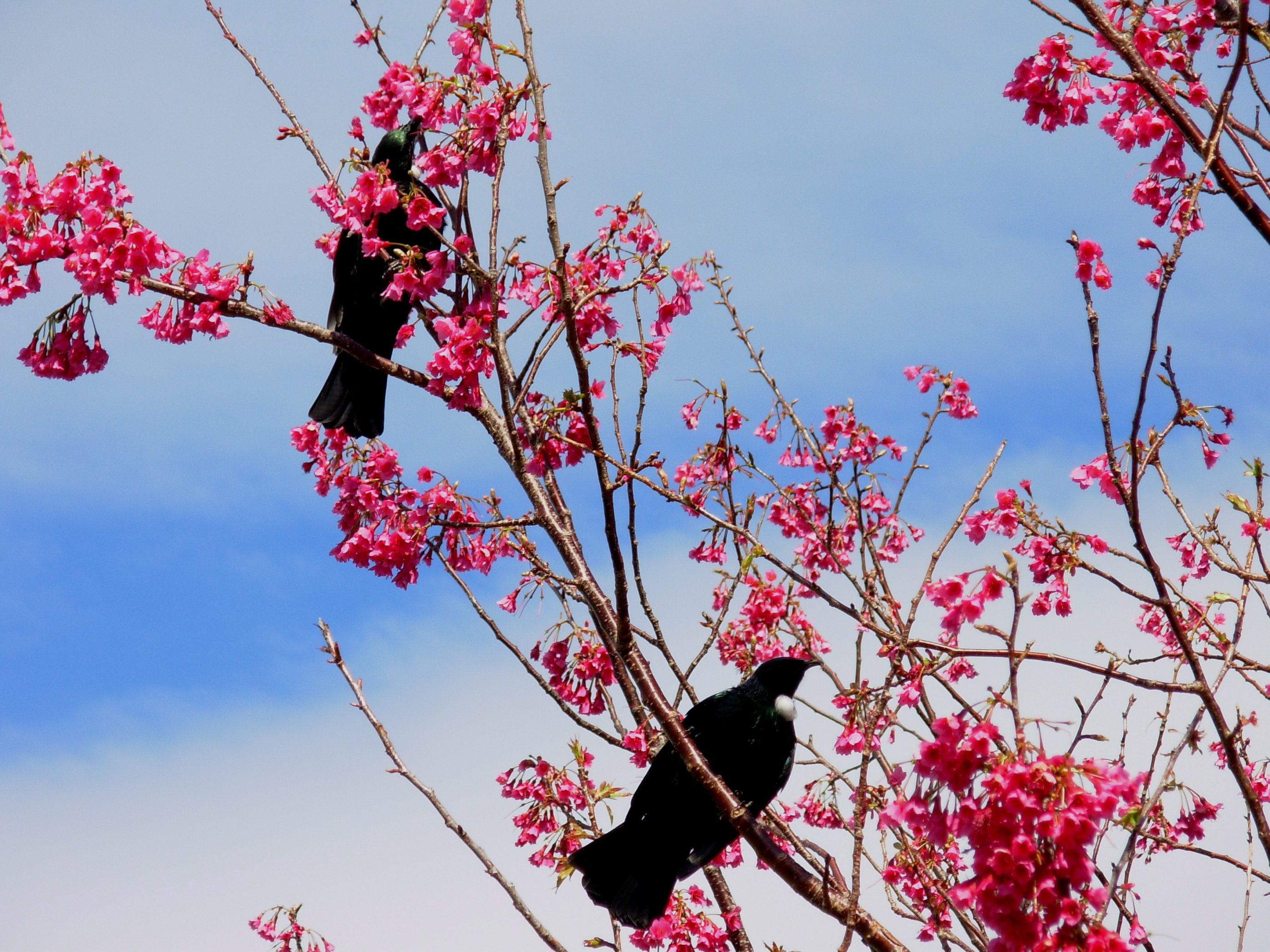
兩隻图伊鸟站在山櫻花樹的樹梢
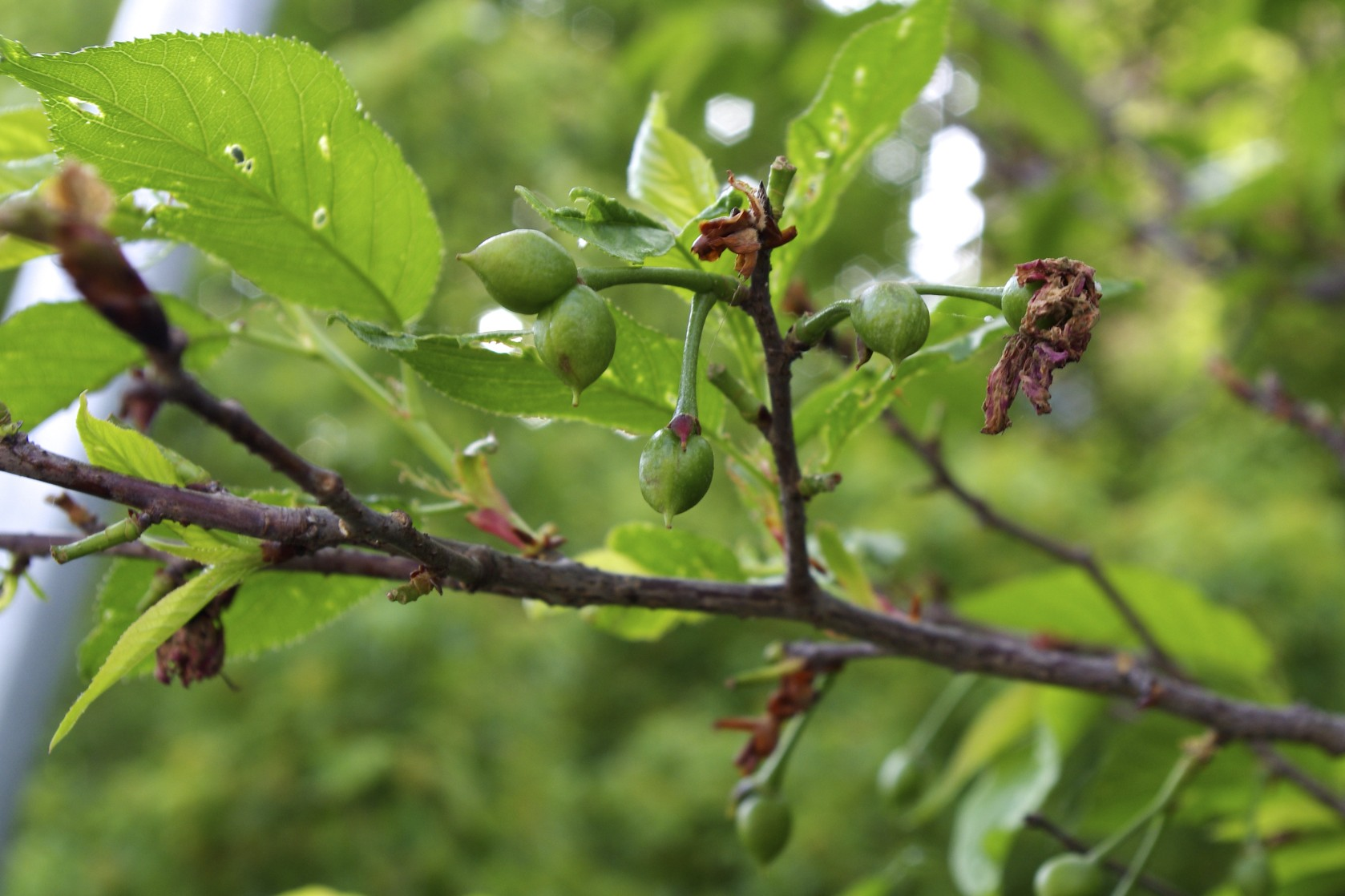
山櫻花果實